# Desaparición de Tiffany Sessions
Tiffany Sessions (Tampa, Florida; 29 de octubre de 1968) es una joven desaparecida estadounidense, que fue vista por última vez el 9 de febrero de 1989. Su apodo familiar era "Tiffy". Era estudiante de Negocios en la Universidad de la Florida, en el campus de Gainesville.

## Desaparición
La tarde de la desaparición de Sessions, le dijo a su compañera de piso que iba a salir sola a dar un paseo. Entre las 16 y 17 horas de la tarde, la joven salió de su apartamento, ubicado en SW 35th Place, en Gainesville (Florida). Sessions se dejó la cartera, el documento de identidad y las llaves en su apartamento. Sessions llevaba una sudadera blanca con mangas largas y rayas horizontales grises con "Aspen" impreso en la parte delantera del cuello de la camiseta, pantalones de chándal rojos y zapatillas de tenis. También llevaba un reloj de pulsera Rolex bicolor plateado y dorado y un walkman Sony negro.
Al cabo de cinco horas, cuando Sessions aún no había regresado, su compañera de piso alertó a la madre de Sessions de que su hija había desaparecido. En un principio, la policía no trató la desaparición como un delito porque no se había encontrado con la escena de un crimen. No había indicios de que Sessions hubiera salido del aparcamiento de su apartamento, ni señales de lucha.
Personas que se encontraban en la zona de la desaparición de Sessions declararon que alguien que encajaba con la descripción de Sessions fue vista hablando con individuos sentados en el interior de un vehículo. Los testigos no estaban seguros de si la mujer había entrado en el vehículo, y las autoridades nunca confirmaron que la persona en cuestión fuera Sessions.

## Investigación
Michael Christopher Knickerbocker fue considerado sospechoso de la desaparición de Sessions. Mientras Knickerbocker estaba en prisión cumpliendo cinco cadenas perpetuas consecutivas, al parecer dijo a sus compañeros de prisión que había asesinado a Sessions. También dijo que había encadenado a Sessions a un árbol y arrojado su cuerpo cerca de Fort Myers, en el río Caloosahatchee, pero como Knickerbocker no vivía en Gainesville en el momento de la desaparición, se cuestionó la viabilidad de su implicación.
Desde 2014, la policía cree que el entonces fallecido y asesino en serie convicto Paul Eugene Rowles fue el responsable de la desaparición y asesinato de Sessions. En el momento de la desaparición de Sessions, Rowles trabajaba para una empresa relacionada con la construcción cerca del camino donde Sessions fue vista por última vez. Rowles no se presentó a trabajar el día que Sessions desapareció. Rowles había guardado una libreta de direcciones con información sobre personas a las que había asesinado (descubierta por los investigadores en enero de 2013 tras entrevistarse con Rowles; murió un mes después). En la libreta figuraba Linda Fida, conocida por ser una de sus víctimas, como la primera mujer a la que asesinó; también podría contener una referencia críptica a Elizabeth Foster (otra víctima conocida cuyo cadáver fue hallado a un kilómetro y medio de donde desapareció Sessions). Cabe destacar que el libro contenía una anotación "#2 2/9/89 #2", que los investigadores creen que se refiere a la fecha de desaparición de Sessions, y que la identifica como la segunda víctima de Rowles.
Sessions ha sido excluida de los 150 fallecidos no identificados en Estados Unidos.

## Hechos posteriores
El FBI llegó a declarar la búsqueda de Sessions como la mayor de la historia de Florida. Entre los esfuerzos públicos para encontrarla se incluyen The Charley Project y una página y grupo de búsqueda en Facebook. Su familia ofreció una recompensa de 25 000 dólares por cualquier información sobre el caso. Han trabajado en estrecha colaboración con el Departamento del Sheriff del Condado de Alachua y el Departamento de Aplicación de la Ley de Florida para encontrar los restos de Sessions o condenar a cualquier sospechoso implicado en este caso. En 2013, el detective Kevin Allen dijo que había convertido la búsqueda de Sessions en su caso número uno. Hillary, la madre de Sessions, escribió un libro sobre su hija desaparecida titulado Where's My Tiffany?, en el que describe su alegría por haber criado a Tiffany y su angustia por haberla perdido.